# Turbina Kaplana

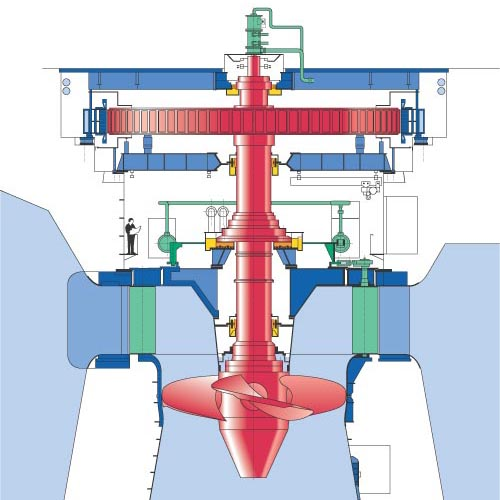
Turbina Kaplana

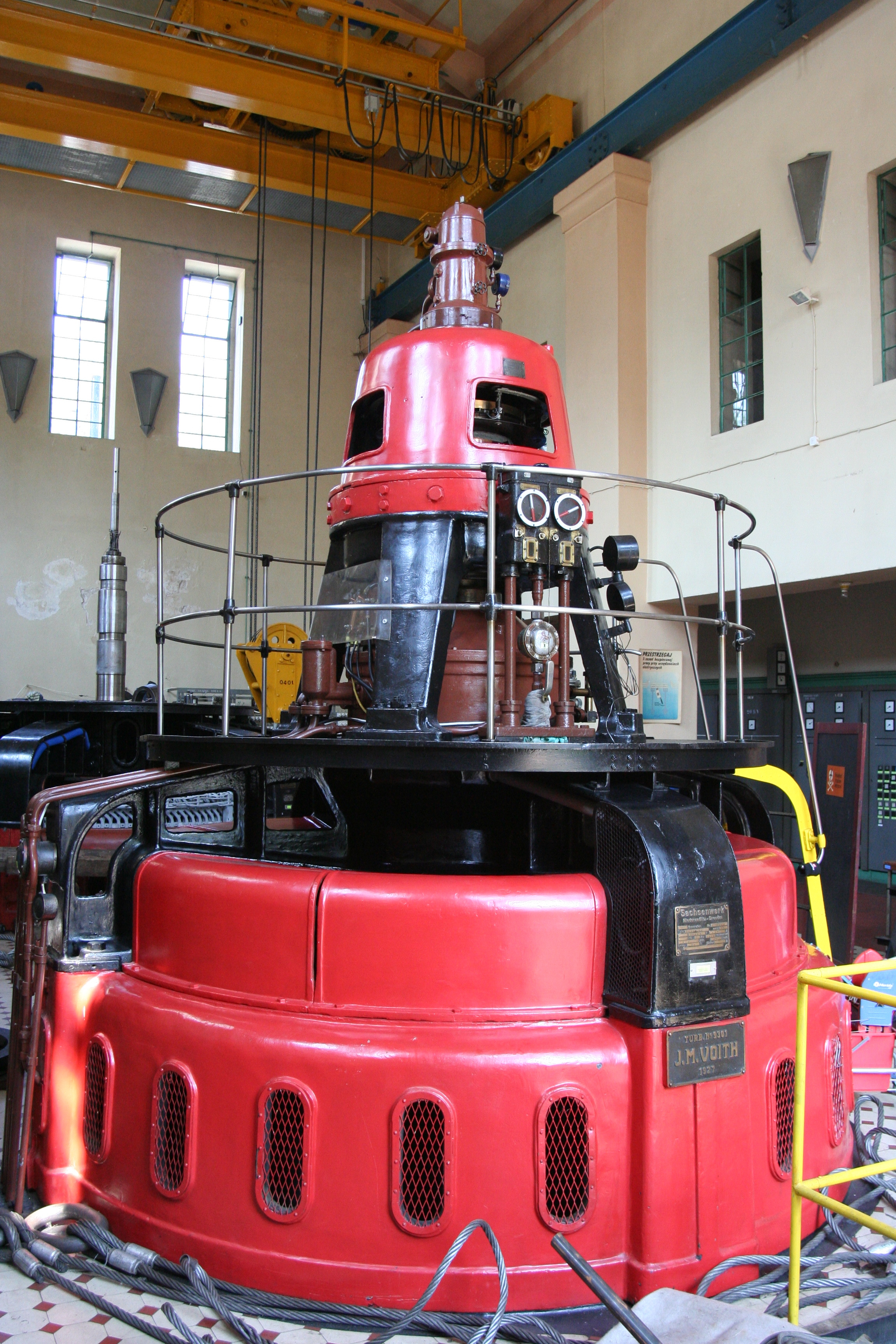
Turbina Kaplana produkcji J.M.Voith (1927 r.) zamontowana w Elektrowni Wrzeszczyn na rzece Bóbr.

Turbina Kaplana – turbina wodna skonstruowana w 1913 przez austriackiego inżyniera Viktora Kaplana. W przypadku tej turbiny zjawisko kawitacji w początkowym okresie było przyczyną wielu niepowodzeń. Dopiero lepsze zrozumienie tego zjawiska i odpowiednie przeprojektowanie turbiny pozwoliło na wyeliminowanie zjawiska kawitacji.
Turbina Kaplana przypomina śrubę okrętową, która posiada łopatki z możliwością zmiany ich kąta podczas pracy. Regulacja łopat wirnika zapewnia, że łopatki zawsze optymalnie poruszają się przy zmiennych ilościach wody, a tym samym osiągają wysoki poziom sprawności. Turbiny bez takiej regulacji łopatek nazywane są turbinami śmigłowymi. Jeśli ilość wody pozostaje stała, nie ma potrzeby regulacji prędkości ani regulacji łopatek wirnika. Liczba łopat wirnika wynosi od 3 do 10. Turbina ta stosowana jest przy spadach od 1,5 do 80 m – przy większych spadach wykazuje ona mniejszą odporność na kawitację.
Maksymalna moc pojedynczej zainstalowanej turbiny to 190 MW w elektrowni wodnej Caruachi z dwunastoma turbinami Kaplana, położona w dolinie rzeki Caroní, Wenezuela).